# Sidi Moussa
Sidi Moussa (en bereber: ⵙⵉⴷⵉ ⵎⵓⵙⴰ; en árabe: سيدي موسى‎) es un municipio (baladiyah) de la provincia o valiato de Argel en Argelia. En abril de 2008 tenía una población censada de 40 750 habitantes.
Se encuentra ubicado en el centro-norte del país, junto a la costa del mar Mediterráneo y la ciudad capital del país.